# Стоянов, Николай Владимирович
Никола́й Влади́мирович Стоя́нов (16 апреля 1850 — 23 мая 1922) — генерал от артиллерии.

## Биография
Родился в семье военного, отец Владимир Андреевич Стоянов (1815 - ), офицер кавалерии улан, потомственный дворянин  сербского  происхождения, капитан российской армии. Переселение балканских народов на территорию Екатеринославской и Харьковской губернии началось с 60-х годов XVIII века. Погиб Владимир Стоянов под Севастополем до 1899 года. В этом году в документах упоминается его вдова Вера Ивановна (Головинская).
Кроме сына Николая известно ещё о существовании дочери — Стояновой Софьи Владимировны (1848 — 22.05.1907), девицы, скоропостижно скончавшейся. Семья длительно жила в г. Старобельске Харьковской губ. (ныне г. Старобельск Луганской обл.)
В 1866 году окончил Воронежский кадетский корпус. После этого учёба в Александровском военном училище г. Москвы. По его окончании в 1868 году в чине портупей-юнкера направлен для дальнейшей учёбы в Михайловское артиллерийское училище, а затем — в Михайловскую артиллерийскую академию, которую закончил в 1874 году как выпускник 1-го разряда. Определён офицером 31-й артиллерийской бригады. Участник Русско-турецкой войны 1977—78 годов. Участник обороны Шипки. Капитан гвардии с 1880 года. С 1888 года — командир 1-й батареи 1-й гренадерской артиллерийской бригады, полковник — с 1890 года. С 1894 года — начальник полигона Одесского, а с 1895 — Московского военного округа. С 1899 года — командир 33-й артиллерийской бригады, генерал-майор — с 1900 года. С 1904 года — начальник артиллерии 5-го Сибирского армейского корпуса, генерал-лейтенант — с 1905 года. Участник Русско-японской войны 1904 года. После войны — начальник артиллерии Московского военного округа (с 1.06.1906 — после 1.07.1910).
Награждён Георгиевским оружием в 1907 году. Перед самым началом 1-й Мировой войны, 15 апреля 1914 года ушёл в отставку в звании генерала от артиллерии и уехал на родину, в Старобельск.
О его дальнейшей жизни известно мало. Принимал участие в общественной жизни города, будучи инициатором создания приюта для старых солдат и мальчиков — сирот военнослужащих. Был почётным попечителем Александровской мужской гимназии.
О семейной жизни известно: жена Ольга Ивановна (Савицкая) похоронена в Москве (1913).  У них было три дочери: Екатерина, Вера и Ольга. Ольга вышла замуж за служившего при её отце офицера - Николай Александрович Вессель, полковник, продолжал службу в Москве и после ухода в отставку Николая Владимировича Стоянова.
Под конец жизни жил вдвоём с одной из дочерей. Его дом в Старобельске известен и сохранился на бывшей ул. Богучарской (ныне ул. Гаршина). После революции около 3 лет служил в Советских учреждениях.
Расстрелян после 22 мая 1922 года в помещении местной ЧК.
В 2016 году в рамках декоммунизации в Старобельске в честь генерала Стоянова переименована бывшая улица Чапаева.

## Награды
кавалер орденов: св. Анны 4-й ст. (1878), св. Станислава 3-й ст. мечами и бантом (1878), св. Анны 3-й ст. мечами и бантом (1878), св. Станислава 2-й ст. (1883), св. Анны 2-й ст. (1886), св. Владимира 3-й ст. за 25 лет (1894) и Георгиевское оружие (1907), румынский Железный крест (1878), болгарский орден св. Александра 4-й ст. (1883)